# Can't Control Myself (太妍歌曲)
是韓國女歌手太妍第三張正規專輯《INVU》的先行歌曲，由SM娛樂製作、Dreamus發行並於2022年1月17日下午6點透過各大串流媒體公開音源。是首流行龐克歌曲，由太妍和文雪理作詞，思琳·斯萬貝克、勞瑞茲·埃米爾·克里斯汀森、米奇·漢森、雅各布·烏比茲、萊恩·俊作曲。
歌曲登上多國音樂排行榜，首日發行即登上14個國家、地區榜冠軍。在韓國，於Gaon單曲榜、K-pop Hot 100排名第8和第9名。

## 製作與發行
以
拍的E大調譜寫，每分鐘85拍，時長3分2秒。歌曲由太妍和文雪理作詞，思琳·斯萬貝克、勞瑞茲·埃米爾·克里斯汀森、米奇·漢森、雅各布·烏比茲、萊恩·俊作曲，克里斯汀森、烏比茲和俊擔任編曲。歌曲描寫「已經無法控制的危險愛情，儘管知道會受到傷害與痛苦，仍渴望得到對方的心」。《印度滾石》認為歌詞展現了對愛情的精妙理解。
太妍積極參與歌曲創作，並主導整體方向，她表示一直想嘗試不同的流派。歌曲融合了抒情、獨立、車庫搖滾、流行龐克的風格，其中搖滾音樂尤其明顯。《印度滾石》評論太妍將流行龐克與抒情民謠交織在一起，搭配太妍的歌聲，創造出令人耳目一新的場景。《IZM》的評論員蘇承根（소승근）表示歌曲相對較弱的旋律，使聽眾能更加關注歌詞本身。
SM娛樂於2022年1月11日宣佈太妍將在2月發行第三張正規專輯，其先行歌曲將於1月17日下午6點發行。為配合宣傳，SM娛樂宣布從18日開始為期一個月的時間，在Megabox電影中心播映〈Can't Control Myself〉MV約30秒的廣告宣傳影片。音樂錄影帶和歌曲一同於1月15日正式推出。

## 專業評價
《IZM》給予歌曲2.5顆星（滿分5星）。thebiaslist則給予8分，評論稱讚歌曲的搖滾氛圍，尤其是合唱時的吉他，它不僅貼合歌曲主題還和太妍的歌聲相得益彰。《新音乐快递》稱其為專輯中最好的非主打歌之一，它帶領我們回到充滿艾薇兒·拉維尼Emo音樂的2000年代。

## 商業成績
1月17日下午6點歌曲公開後，即獲得韓國Bugs、Genie等串流平台實時榜冠軍。歌曲首次登場於Gaon單曲榜第9名，並在進榜第4周來到最高位置第8名。還登上下載、串流榜第2、第12名。而在《韓國告示牌》的K-pop Hot 100，歌曲最高位置在第9。
亦在全球取得不錯的成績，發行當日成功在全球14個國家／地區獲得榜冠軍，是當周《告示牌》World Digital Song Sales第13名。歌曲還拿下香港、新加坡、台灣、越南等地音樂排行榜。

## 音樂錄影帶
歌曲的音樂錄影帶於1月17日發布，由申熙元執導，他曾多次參與SM娛樂旗下團體的影片拍攝。影片描繪太妍和她愛人扮演的戀人角色。畫面一開始，太妍渾身是傷，站在浴室的鏡子前擦拭臉上的血。她掙扎著放下一段痛苦的關係，並把過去記憶化為虛構戲劇的一部分回放和理想化。她想像中的自己和真實的自己之間的界限開始模糊，她的不快樂開始在舞台上表現出來，這位歌手在觀眾和攝像機面前淚流滿面，情緒崩潰。

## 製作團隊
音樂錄製地點
- SM LVYIN Studio

| 歌曲製作人員 - 作詞 – 太妍、文雪理（문설리） - 作曲 – 思琳·斯萬貝克（Celine Svanbäck）、勞瑞茲·埃米爾·克里斯汀森（Lauritz Emil Christiansen）、米奇·漢森、雅各布·烏比茲（Jacob Ubizz）、萊恩·俊 - 編曲 – 勞瑞茲·埃米爾·克里斯汀森、雅各布·烏比茲、萊恩·俊 - 聲音總監 – （） - 背景人聲 – 太妍 - 錄音師 & 數位編輯 & 混音師 – （） @ - 混音 – （） @ | 音樂錄影帶製作人員 - 演出者 – 太妍、洪慶 - 策劃 – - 導演 – 申熙元（신희원） - 製片 – 、 - 攝影師 – ） - 燈光師 – （） - 美術 – （） - 分鏡 – - DI – |  |

## 榜單表現
| 週榜單（2022年）                           | 最高 排名 |
| ------------------------------------------ | --------- |
| 香港（叱咤903豁達推介）                    | 2         |
| 新加坡（新加坡唱片業協會）                 | 17        |
| 韓國（Gaon單曲榜）                         | 8         |
| 韓國（Gaon下載榜）                         | 2         |
| 韓國（Gaon串流榜）                         | 12        |
| 韓國（K-pop Hot 100）                      | 9         |
| 台灣（HITO日亞排行榜）                     | 2         |
| 美國（《告示牌》World Digital Song Sales） | 13        |
| 越南（越南百大單曲榜）                     | 27        |

| 月榜單（2022年）   | 最高排名 |
| ------------------ | -------- |
| 韓國（Gaon單曲榜） | 13       |
| 韓國（Gaon下載榜） | 5        |
| 韓國（Gaon串流榜） | 15       |

| 年榜單（2022年）   | 最高排名 |
| ------------------ | -------- |
| 韓國（Gaon單曲榜） | 100      |